# 이몰라 서킷
엔초 에 디노 페라리 국제 자동차 경주장(이탈리아어: Autodromo Internazionale Enzo e Dino Ferrari 오토드로모 인테르나치오날레 엔초 에 디노 페라리[*])은 이탈리아 에밀리아로마냐주 이몰라 시에 있는 모터스포츠 경기장이다. 이몰라 서킷(영어: Imola Circuit)이라고도 불린다. 길이는 4.909km이며 코너는 19개이다. 이몰라 서킷은 시계 반대 방향으로 달리는 몇 안되는 주요 국제 서킷 중 하나이다. 모터사이클 경주장으로 1953년에 개장하였으며 1953년부터 1956년까지 이몰라 자동차 경주장(이탈리아어: Autodromo di Imola 오토드로모 디 이몰라[*])로 불렸다. 자동차 제조사 페라리의 창립자 엔초 페라리의 아들인 알프레도 "디노" 페라리를 기념하기 위해 1957년부터 1988년까지 디노 페라리 자동차 경주장(이탈리아어: Autodromo Dino Ferrari 오토드로모 디노 페라리[*])으로 불렸으며, 1989년 엔초 페라리가 사망한 이후 현재의 명칭으로 불리고 있다.
이몰라 서킷은 포뮬러 원 챔피언십에 포함되지 않은 1963년 이몰라 그랑프리와 1979년 디노 페라리 그랑프리를 개최했으며, 공식 챔피언십에 포함된 경기인 1980년 이탈리아 그랑프리, 1981년부터 2006년까지의 산마리노 그랑프리를 개최했다. 1980년대부터 1990년대까지 이 경기장에서 개최되는 경기에서 안전상의 문제가 제기되었으며, 특히 1994년 산마리노 그랑프리에서 아이르통 세나의 사망 사고가 있었다.
2007년부터 포뮬러 원이 이몰라 서킷에서 철수하면서 트랙과 피트 레인 시설에 대한 대규모 개보수가 이루어졌다. 2017년에 포뮬러 원에 복귀할 예정이었던 이몰라 서킷은 법적인 문제로 복귀가 늦어졌으며, 결국 2020년 에밀리아로마냐 그랑프리로 복귀하게 되었다. 이몰라 서킷은 서킷 인근 도시 마라넬로에 본사가 있는 스쿠데리아 페라리의 홈 경기장으로 여겨진다.
이몰라 서킷은 포뮬러 원뿐만 아니라 슈퍼바이크 월드 챔피언십, 모터크로스 월드 챔피언십, 월드 투어링카 챔피언십과 유러피언 르망 시리즈를 주최하고 있다. 또한 지로 디탈리아, 세계 도로 자전거 경기 선수권 대회 등 도로 자전거 경기의 코스로도 사용되고 있다.

## 레이아웃
- 그랑프리 서킷 (1953년 ~ 1972년)
- 그랑프리 서킷 (1973년 ~ 1979년)
- 그랑프리 서킷 (1980년 ~ 1994년)
- 그랑프리 서킷 (1995년 ~ 2006년)
- 그랑프리 서킷 (2008년 ~ 현재)
- 모터사이클 서킷 (2009년 ~ 현재)